# Abramo Basevi
Abramo Basevi (Livorno, 29 novembre 1818 – Firenze, 25 novembre 1885) è stato un compositore e critico musicale italiano.

## Biografia
Basevi era figlio di Emanuele, medico, importante esponente della comunità ebraica livornese. Ne seguì le orme laureandosi in medicina all'Università di Pisa.  Cominciò, pertanto, con la professione di medico a Firenze (1858).  Si era trasferito a Firenze già tra il 1840 e il 1841 per dar corso alla sua vera aspirazione di musicista e compositore. I suoi primi tentativi come compositore fallirono, ma non si perse d'animo e nel tempo compose varie opere (Romilda ed Ezzelino, 1840, ed Enrico Howard, 1847) e altra musica.
Basevi era il redattore del giornale musicale "L'Armonia". Fondò i "Beethoven Matinées" (1859) che si trasformarono poi in "Società del quartetto di Firenze" (1864). Istituì anche un premio annuale per il miglior Quartetto d'archi.
Nel 1863 fondò i Concerti Populari di Musica Classica. Presenza assidua sui periodici musicali dell'epoca, ha pubblicato uno Studio sulle opere di Giuseppe Verdi (1859), un'Introduzione ad un nuovo sistema d'armonia (1862) e un Compendio della storia della musica (1866).
Denominò "solita forma" la: «solita forma de’ duetti, cioè quella che vuole un tempo d’attacco, l’adagio, il tempo di mezzo, e la Cabaletta» (Studio sulle opere di Giuseppe Verdi, op. cit. p. 82.). 

## Scritti
- Della certezza, trattato, Livorno, Vannini, 1842
- Studio sulle opere di Giuseppe Verdi, Firenze, Tofani, 1859; rist. Bologna, A.M.I.S., 1978 (facsimile); rist. Milano, Rugginenti, 2001 (edizione critica) - ISBN 88-7665-198-5
- Introduzione ad un nuovo sistema d'armonia, Firenze, Tofani, 1862; rist. Bologna, A.M.I.S., 1978 (facsimile)
- L'ultimo anno di vita del Piovano Arlotto, Firenze, Barbera & Nencini, 1862
- Compendio della storia della musica, Firenze, Guidi, 1865
- Studj sull'armonia, Firenze, Guidi, 1865
- Beethoven op. 18. Con analisi dei sei quartetti, Firenze, Guidi, 1874
- La divinazione e la scienza, Firenze, Cellini, 1876
- La filosofia della divinazione, Firenze, Cellini, 1882